# 恩田怡彦
恩田 怡彦（おんだ よしひろ、1933年2月23日 - ）は、日本の経営者。三菱製紙社長、会長を務めた。

## 経歴・人物
千葉県出身。1957年に東京大学工学部機械工学科を卒業し、同年に三菱製紙に入社した。1987年6月に取締役、1990年6月に常務、1992年6月に専務を経て、1994年6月に社長に就任した。2003年2月に取締役相談役に就任。
1998年4月に藍綬褒章を受章。